# جمهورية راغوزة
جُمْهُورِيَّةُ رَاغُوزَة أو جمهورية دبرونيق كانت جمهورية بحرية تركزت في مدينة راغوزة (دبرونيق) في دالماسيا (اليوم في جنوب كرواتيا الحديثة) والتي عاشت بين 1358-1808. وصلت إلى ذروتها التجارية في القرنين الخامس عشر والسادس عشر تحت حماية الدولة العثمانية قبل أن يقوم نابليون بونابرت بغزوها في 1808. كان عدد سكانها حوالي 30,000 نسمة منهم 5,000 يعيشون داخل أسوار المدينة.